# Kakuma

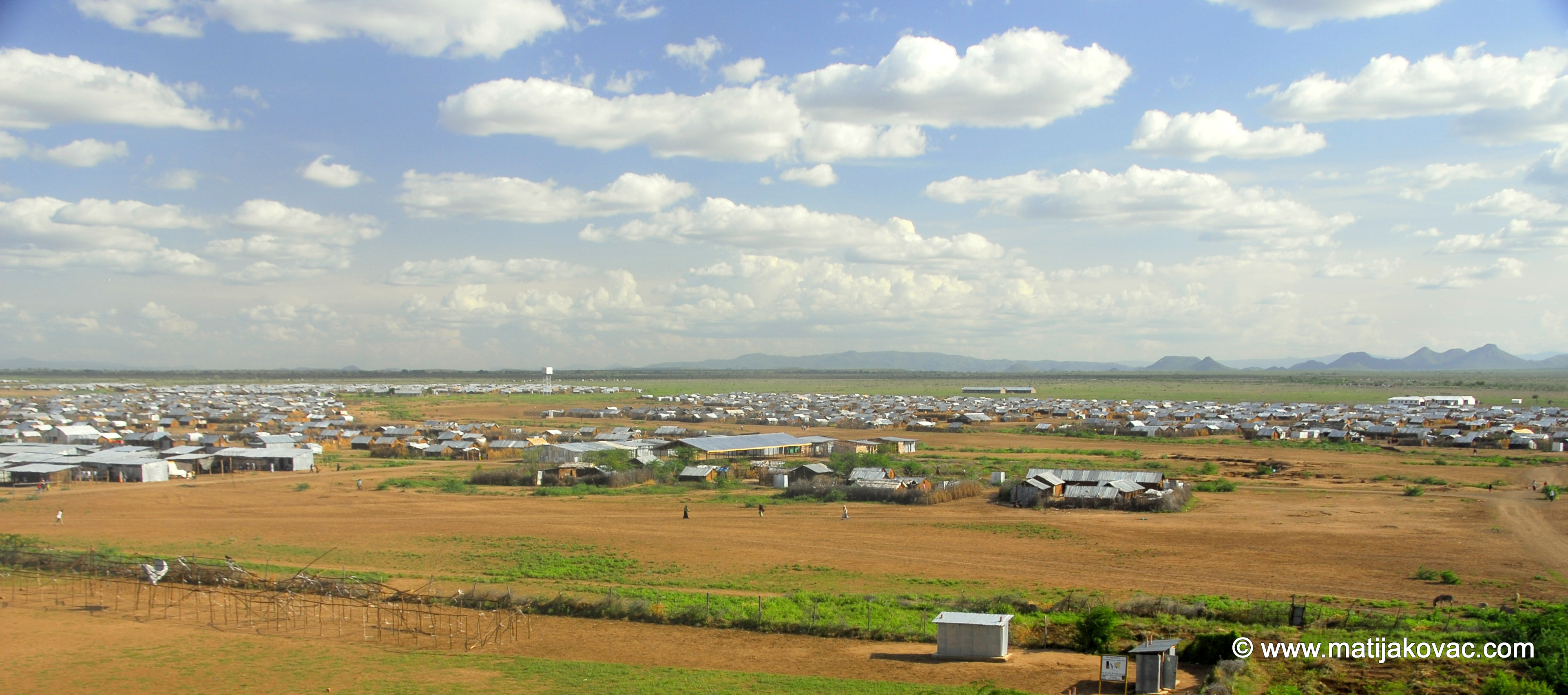
Le camp de réfugiés de Kakuma en 2010.

Kakuma est une ville dans le comté de Turkana au Kenya. Le camp de réfugiés associés à cette localité est un des plus grands au monde et a accueilli plusieurs vagues de réfugiés : Ėthiopiens, Somaliens, Congolais, Burundais puis Sud-Soudanais

## Historique
C’est le site d’un camp de réfugiés de l’UNHCR fondé en 1992, à côté de la localité.  

## Localisation
La localité est située à proximité du Kenya, de l’Ouganda et du Soudan du Sud (à 130 kilomètres de la frontière sud-soudanaise) et à deux jours de route de Nairobi,. Le camp a accueilli plusieurs vagues de réfugiés : Ėthiopiens, Somaliens, Congolais, Burundais puis Sud-Soudanais.

## Population
La population de Kakuma est d’environ  160 000 en 2016 alors qu’elle n’en avait que 8 000 en 1990. Les réfugiés qui habitent le camp sont surtout des mineurs non accompagnés qui ont fui la guerre au Soudan. C'est en 2016 le second plus grand camp de réfugiés au monde après Dadaab, également au Kenya.

## Personnalités notoires
- Adut Akech (1999-), mannequin australienne d'origine sud-soudanaise, a vécu sa petite enfance dans ce camp de réfugiés de Kakuma[3].
- Halima Aden, mannequin somali-américaine (1997-), y est née[3].
- Valentino Achak Deng, américain qui n'avait pas 8 ans lorsqu'il dut fuir son village natal au Soudan du Sud et dont l'autobiographie a été rédigée sous une forme romancée dans l'ouvrage Le Grand Quoi (2006),  de Dave Eggers, y a séjourné jusqu'en 2001[4].